# Junkers Jumo 004
Le Jumo 004 fut le premier turboréacteur produit en série et utilisé en opérations, ainsi que le premier utilisant un compresseur axial. Junkers en produisit 8 000 en Allemagne durant la Seconde Guerre mondiale pour équiper les avions de combat Messerschmitt Me 262, Horten Ho 229 et Arado Ar 234. Des pays d'Europe de l'Est en produisirent également des dérivés.

## Historique du développement
La faisabilité de la propulsion par réaction avait été démontrée en Allemagne dès 1937 par Hans von Ohain, ingénieur de la société Heinkel, mais la plupart des fonctionnaires du Reichsluftfahrtministerium (RLM) ne s'y étaient pas intéressés, à l'exception de Helmut Schelp et de Hans Mauch, qui encouragèrent les fabricants de moteurs à se lancer dans le développement de tels moteurs ; sans grand succès, jusqu'à ce qu'en 1939, Otto Mader, directeur de Junkers Motoren (Jumo), cherchant un ingénieur pour son projet, choisit, sur la recommandation de Schelp, Anselm Franz, alors responsable de la conception des compresseurs et turbocompresseurs chez Junkers. Franz commença le développement du projet 109-004 fin 1939. Le préfixe « 109- » était attribué par le RLM à tous les projets de moteurs à réaction de cette époque.
Franz choisit une approche innovante : le compresseur axial, de préférence au compresseur centrifuge utilisé sur les prototypes de von Ohain, à partir des travaux du Centre d'essais d'aérodynamique de Göttingen. Ce type de compresseur restait efficace tout en réduisant considérablement la section frontale de l'avion ainsi équipé, ce qui garantissait une résistance aérodynamique faible à ce dernier.
Il conçut par contre un moteur plus facile à mettre au point et à fabriquer, quitte à rester en dessous du rendement théorique. Notamment, il opta pour une chambre de combustion à six injecteurs et tubes séparés, plutôt qu'une chambre annulaire. Il impliqua fortement la compagnie AEG de Berlin et fit le pari de construire directement le premier prototype en taille réelle. La meilleure réponse aux nombreuses critiques sur ces choix fut l'entrée en production du Jumo 004 bien avant son concurrent, le BMW 003.

### Mise au point

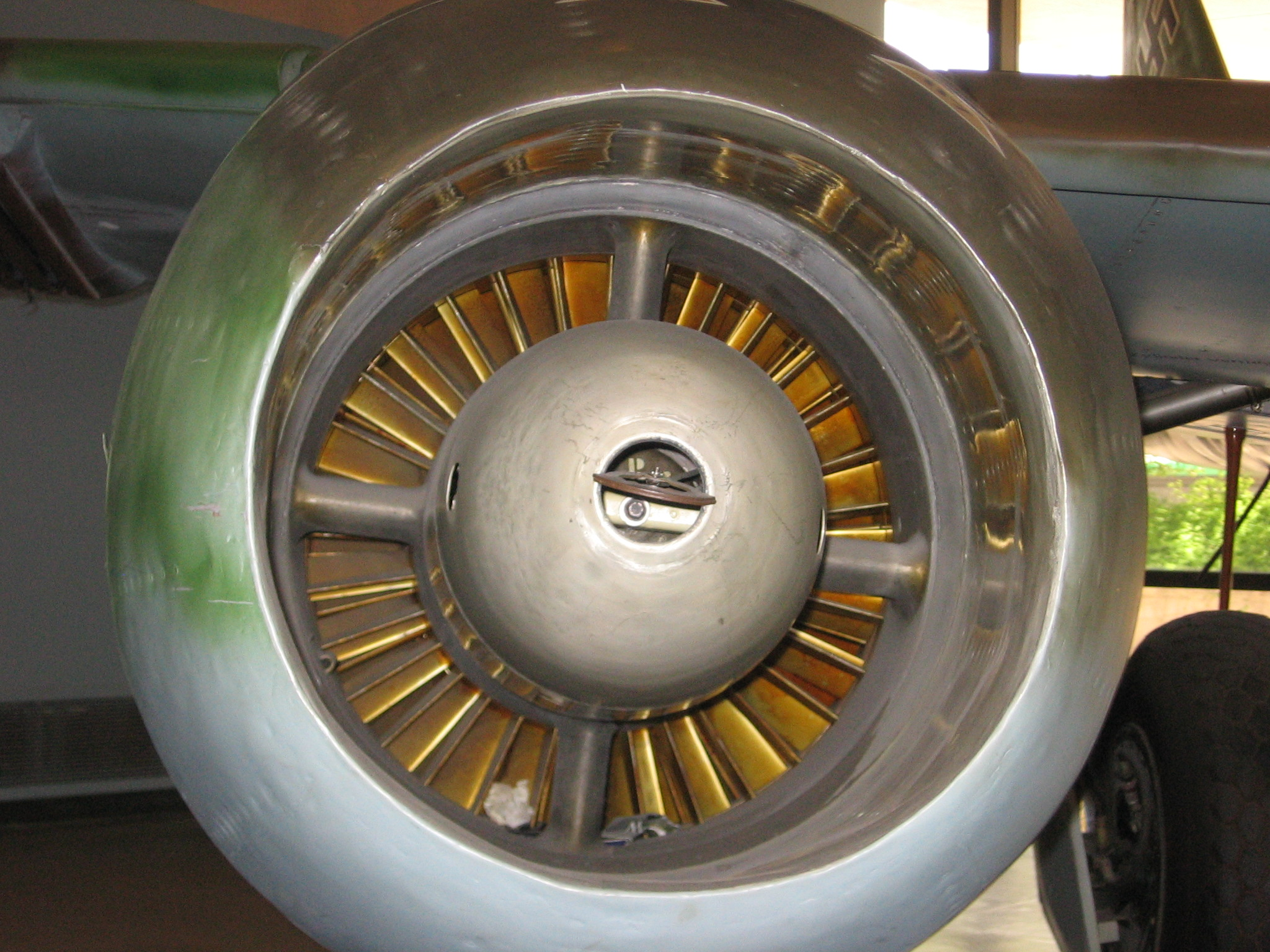
Vue de face du Jumo 004 dans la nacelle d'un chasseur Me 262. Dans le trou au centre du cône avant du moteur se trouve la poignée permettant de tirer la ficelle démarrant le moteur deux-temps équipant le réacteur.

Le premier prototype 004A, construit pour fonctionner au gazole, commença ses tests en octobre 1940, sans tuyère d'éjection. Dès janvier 1941, il délivrait une poussée de 430 kg (4,22 kN) ; les travaux continuèrent pour satisfaire le cahier des charges du RLM, qui exigeait une poussée de 600 kg (5,88 kN).
Des problèmes de vibration des aubes du compresseur retardèrent le développement, et furent résolus par un nouveau stator conçu par Max Bentele, qui utilisa des aubes en acier. Avec ce nouveau stator, le moteur put atteindre 5,9 kN de poussée en août 1941, et réussit un test d'endurance de dix heures à la poussée de 9,8 kN en décembre. Le premier essai en vol eut lieu le 15 mars 1942, avec un 004A fixé au-dessus du fuselage d'un Messerschmitt Bf 110.
Dès le 18 juillet suivant, un prototype du Messerschmitt Me 262 vola avec ses deux moteurs 004 ; le RLM commanda alors une première série de 80 moteurs.

### Industrialisation
Les premiers moteurs 004A avaient été mis au point sans égard pour le coût ou la rareté des métaux utilisés : le nickel, le cobalt et le molybdène s'avérèrent trop rares pour la fabrication en grande série. Franz dut donc réétudier toute la partie chaude à base d'acier standard protégé par un revêtement d'aluminium, et utilisa pour les aubes creuses de l'acier Cromadur (contenant 12 % de chrome et 18 % de manganèse) mis au point par Krupp, aubes qui étaient refroidies par l'air sous pression venant du compresseur. La durée de vie du moteur s'en trouva réduite, mais sa fabrication, facilitée.
Le premier modèle 004B de production pesait 100 kg de moins que le 004A et, en 1943, dépassa les 100 heures de fonctionnement sur le banc de test, dont 50 heures avant maintenance.
De nouveaux problèmes de vibration apparurent, qui furent résolus fin 1942 grâce à Max Bentele (en) en jouant sur la fréquence de résonance des aubes et en réduisant le régime moteur à 8 700 tr/min. De ce fait, la fabrication en grande série ne démarra que début 1944, ce qui retarda d'autant la mise en service du Me 262.

### Mise en service
Les nouveaux turboréacteurs étaient nettement moins couteux et plus simples à fabriquer que les moteurs à pistons qu'ils remplaçaient : alors que par exemple un moteur Junkers 213 coutait 35 000 Reichsmarks, les matériaux pour le Jumo 004 n'en coutait que 10 000 (et 12 000 pour sont concurrent le BMW 003), et il pouvait être réalisé en seulement 375 heures (incluant la fabrication des pièces et l'assemblage) contre 1 400 pour le BMW 801. 
Du fait de la qualité inférieure d'acier utilisée dans le 004B, la durée de vie en opérations était faible, d'à peine 10 heures, voire 25 avec des pilotes expérimentés (durée néanmoins supérieure à l'espérance de vie moyenne d'un pilote à cette période de l'histoire). Les pilotes acceptaient mal la réponse lente à l'accélération par rapport au moteur à pistons, et avaient tendance à vouloir accélérer trop fort, d'où un risque de surchauffe de la turbine. De plus le moteur pouvait aspirer des objets notamment au décollage, endommageant les aubes.
Les avantages l'emportant sur les inconvénients, le premier groupe d'avions à réaction était constitué en avril 1944 et devint opérationnel en septembre de la même année. 
La production augmenta rapidement, atteignant 1 500 par mois à la fin de la guerre et sur une trajectoire de production qui aurait pu conduire à 100 000 par an en 1946 selon Roy Fedden. Au total entre 5 et 8 000 Jumo 004 furent fabriqués .

### Particularités
Le démarrage du turboréacteur était assuré par un moteur de motocyclette deux-temps de 10 ch (7 kW) intégré dans l'entrée d'air. Celui-ci était démarré comme une tondeuse à gazon, à la ficelle !
Le 004 pouvait utiliser trois types de carburants :
- Le J-2, son carburant standard, une essence synthétique obtenue par distillation de la houille. Elle était fabriquée dans une usine souterraine installée près de Neuburg ;
- Le gazole ;
- L'essence « aviation » ; indisponible en quantité à l'époque. Elle était de plus peu appréciée car elle augmentait fortement la consommation du moteur[8].

### Production après la guerre
Après la Seconde Guerre mondiale, des petites quantités de Jumo 004 furent construites par Malešice en Tchécoslovaquie, sous le nom M-04, pour propulser l'Avia S-92, une copie du Me 262. L'Union soviétique le fabriqua sous la dénomination Toumanski RD-10 RD-10, qui équipait le Yakovlev Yak-15 ainsi que de nombreux prototypes.
La France utilisa des Jumo 004 pour propulser les SNCASO SO.6000 Triton et Arsenal VG 70.

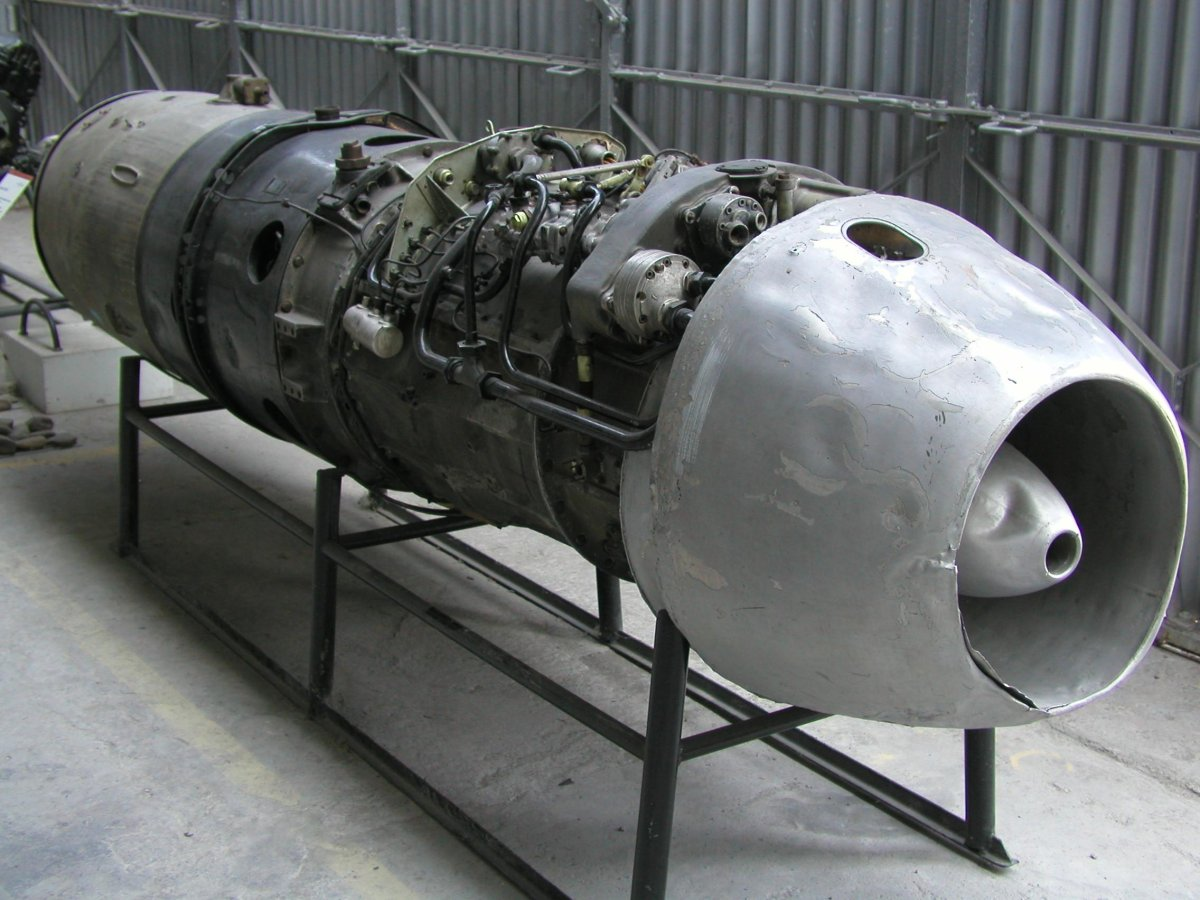
Avia M-04 (Junkers Jumo 004 B-1), construit en Tchécoslovaquie, exposé au musée d'aviation de Košice, en Slovaquie).
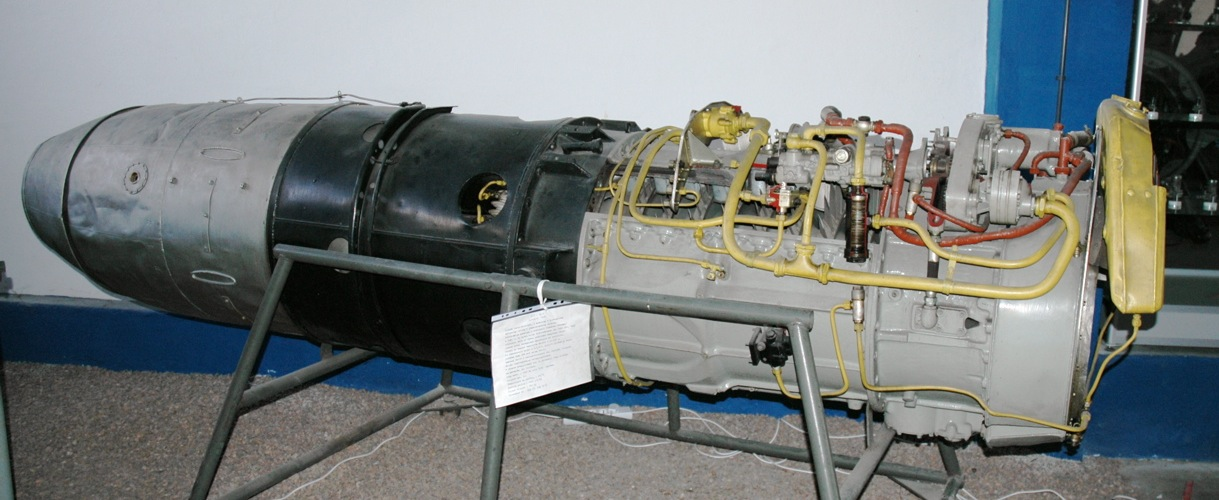
Le Toumanski RD-10, copie soviétique du Jumo 004. Cet exemplaire est exposé au Musée de l'aviation polonaise, à Cracovie.
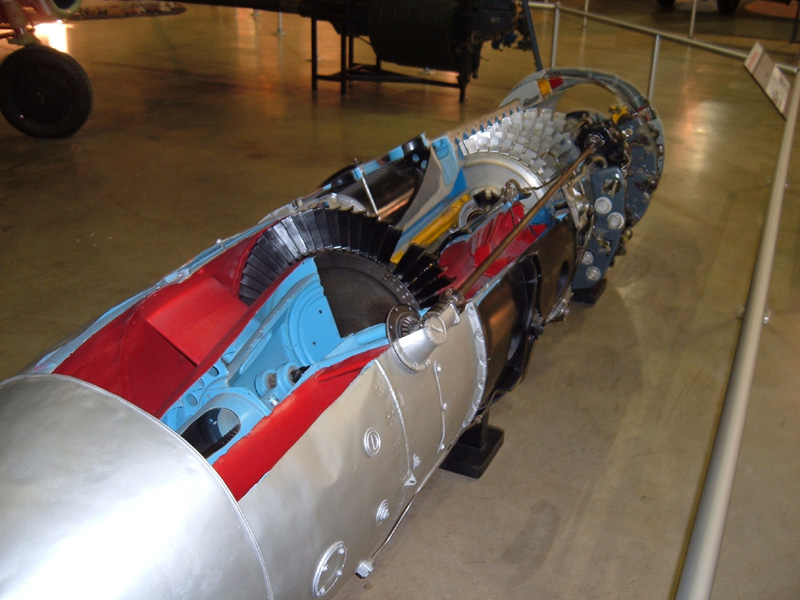
Vue éclatée du Jumo 004B au musée national de l'U.S. Air Force, à Wright-Patterson AFB, Ohio.
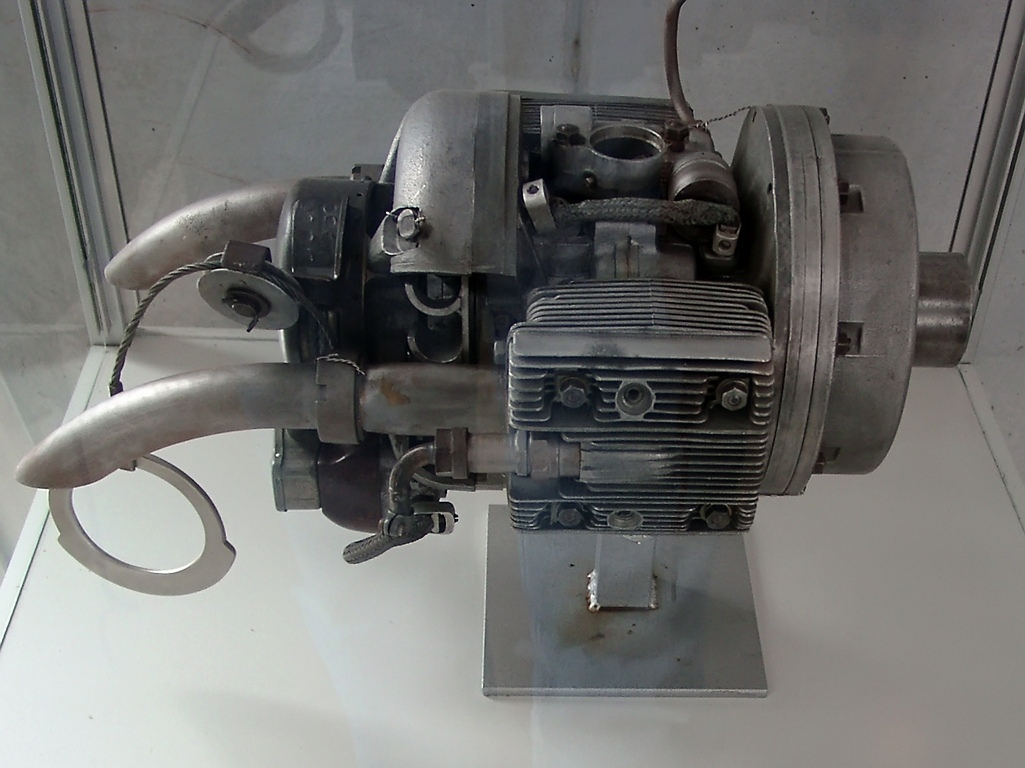
Le démarreur à main du Jumo 004, le Riedelanlasser, avec la poignée permettant de tirer la ficelle pour le démarrage du moteur. Il était aussi utilisé par le BMW 003.
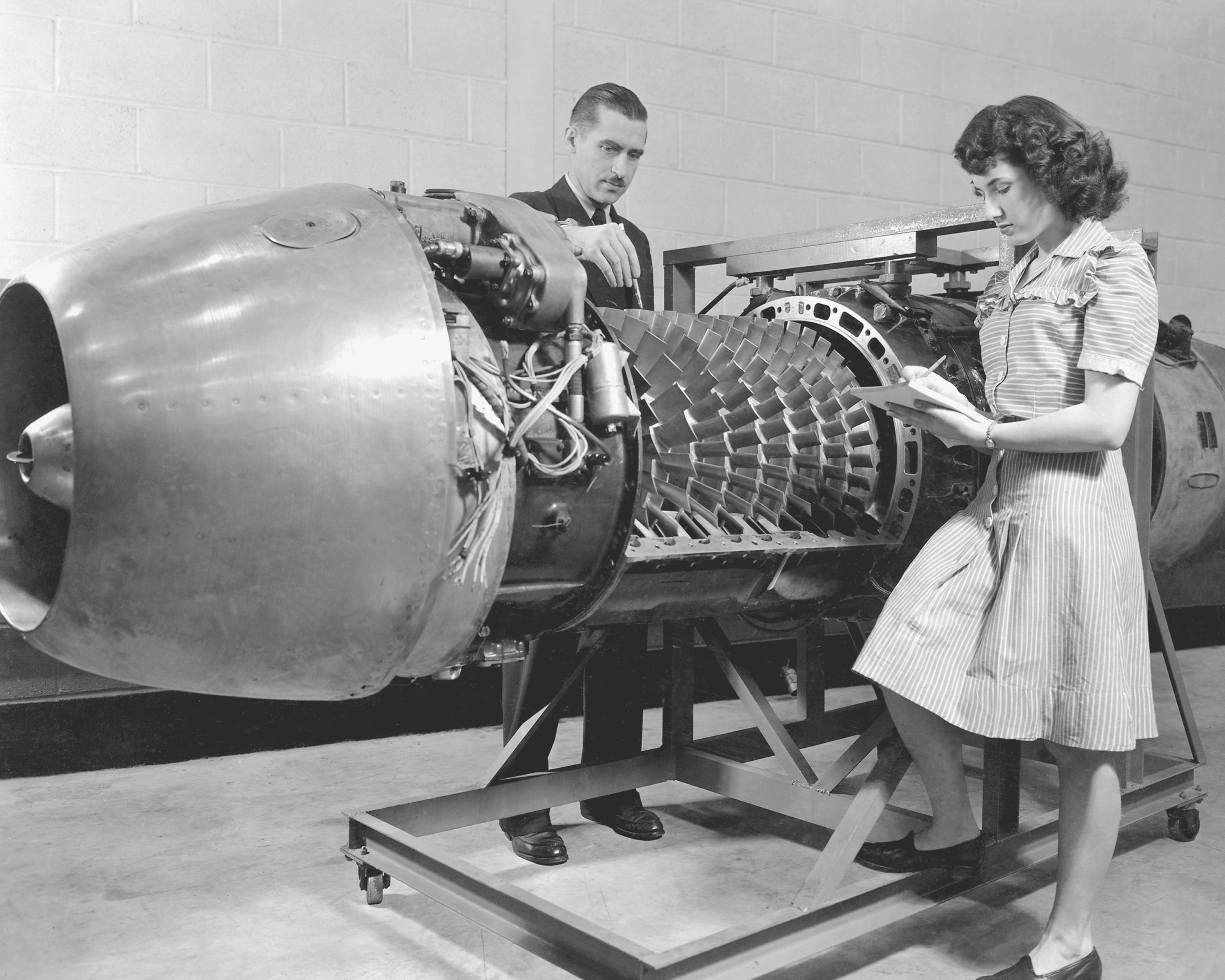
Un Jumo 004 est étudié en détail par les ingénieurs de l’Aircraft Engine Research Laboratory du National Advisory Committee for Aeronautics (NACA), en 1946. Le NACA est l'ancêtre de la NASA actuelle.

## Utilisations en Allemagne
En plus de son utilisation en série sur les Me 262 et Arado Ar 234, le Jumo 004 fut utilisé pour les prototypes Junkers Ju 287, Horten Ho 229 et Heinkel He 280.

## Variantes
Plusieurs variantes étaient en développement à la fin de la guerre : le type 004C ajoutait un dispositif de post-combustion mais ne fut pas construit. Le type 004D diminuait la consommation grâce à des injecteurs à double étage et incorporait un contrôle des gaz évitant de noyer le réacteur en forte accélération. Le 004D était prêt à entrer en production quand la guerre se termina. Un autre développement était en cours, le 004E, où la partie éjection était redessinée pour un meilleur fonctionnement en altitude.
Une version à double corps, le type Jumo 012, était aussi à l'étude, qui devait apporter un rendement nettement amélioré (15 %).

### Versions
| Désignation RLM | Type            | Composition  | Poussée ou puissance | Poids               | Vitesse de rotation |
| --------------- | --------------- | ------------ | -------------------- | ------------------- | ------------------- |
| 109-004B        | Turboréacteur   | 8ax 6in 1tu  | 8,8 kN               | 745 kg              | 8 700 tr/min        |
| 109-004C        | Turboréacteur   | 8ax 6in 1tu  | 10,0 kN              | 720 kg              | 8 700 tr/min        |
| 109-004D        | Turboréacteur   | 8ax 6in 1tu  | 10,3 kN              | 745 kg              | 10 000 tr/min       |
| 109-004H        | Turboréacteur   | 11ax 8in 2tu | 17,7 kN              | 1 200 kg (2 646 lb) | 6 600 tr/min        |
| 109-012         | Turboréacteur   | 11ax 6in 2tu | 27,3 kN              | 2 000 kg (4 410 lb) | 5 300 tr/min        |
| 109-022         | Turbopropulseur | 11ax 8in 2tu | 4 600 ch (3,4 MW)    | 2 600 kg            | 5 000 tr/min        |

Composition : ax = étages de compression, in = chambres de combustion, tu = étages de turbine.